# Herjangsfjord
De Herjangsfjord is een fjord annex baai in het noorden van Noorwegen, binnen de provincie Nordland. De fjord is genoemd naar het gehucht Herjangen. Zij vormt het meest in het binnenland gelegen en noordoostelijk deel van de Ofotfjord. De fjord begint (ongeveer) ten noorden van de denkbeeldige lijn Segelnes - Narvik. Aan het noordelijk eind ligt het dorp Bjerkvik. Ten noordwesten van de fjord ligt de berg Veggfjellet. Een meer oostelijk gelegen uitloper van de Herjangsford is Rombaken. De baai wordt omsloten door zowel de Europese weg 10 (ten noorden) als de Europese weg 6 (ten oosten en zuiden).

## Geschiedenis

### Tweede Wereldoorlog
In de ochtend van 8 april 1940, tijdens de Duitse invasie van Noorwegen, bezetten de Duitsers het arsenaal bij Elvegårdsmoen en zetten troepen aan land met het doel landinwaarts door te stoten naar de luchthaven van Bardufoss. Hoewel de Noorse marine twee schepen had ter verdediging van Narvik, werden beide door Duitse torpedobootjagers tot zinken gebracht. Twee dagen later vielen Britse schepen de Duitse invasiemacht aan, waarbij het tot twee zeeslagen kwam, de Eerste en Tweede Slag om Narvik. Eén Duitse torpedobootjager, de Zerstörer Hermann Kunne, werd daarbij in de Herjangsfjord tot zinken gebracht. Op 13 april verging ook de Duitse onderzeeër U64 in de fjord. Hoewel de Britten de Duitse boten verjoegen, waren ze niet in staat de Duitse invasiemacht op het land te bestrijden.